# كريس توبنج
كريس توبنج (بالإنجليزية: Chris Topping)‏ هو لاعب كرة قدم بريطاني في مركز الدفاع، ولد في 6 مارس 1951 في Bubwith ‏ في المملكة المتحدة. لعب مع نادي سكاربورو ونادي يورك سيتي وهدرسفيلد تاون.